# Krajer

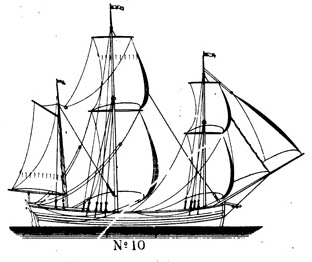
Schematyczny szkic krajera z książki Fredrica Henrica Chapmana Architectura Navalis Mercatoria (1768).

Krajer – żaglowiec 1-3 masztowy, używany w XV-XIX wieku na Morzu Bałtyckim; podobny do kogi, lecz od niej mniejszy.